# Aeroportul General Ulpiano Paez
Aeroportul General Ulpiano Paez (IATA: SNC, ICAO: SESA) este un aeroport din Salinas, Santa Elena⁠(d), Ecuador ce deservește zona Salinas. Aeroportul a fost tranzitat în 2018 de 1.131 de pasageri.
Situat la o altitudine de 5 m, aeroportul dispune de o singură pistă.